# Мария фон Щолберг
Мария фон Щолберг (на немски: Maria von Stolberg; * 8 декември 1507, Щолберг; † 6 януари 1571, Оберброн, Елзас) е графиня от Щолберг-Вернигероде и чрез женитба е графиня на Лайнинген-Вестербург.

## Произход
Тя е третата дъщеря на граф Бото цу Щолберг (1467 – 1538) и съпругата му графиня Анна фон Епщайн-Кьонигщайн (1481 – 1538), дъщеря на граф Филип I фон Епщайн-Кьонигщайн († 1480/1481) и графиня Луиза де Ла Марк († 1524).
Мария фон Щолберг умира на 6 януари 1571 г. в Оберброн, Елзас, Франция на 63 години и е погребана там.

## Фамилия
Мария фон Щолберг се омъжва през 1523 г. за граф Куно II фон Лайнинген-Вестербург (1487 – 1547), син на граф Райнхард I фон Лайнинген-Вестербург (1453 – 1522) и втората му съпруга Зимерия фон Сайн (1469 – 1499). Те имат десет деца:
- Катарина (* 6 юли 1526), монахиня в Релингхаузен и Кведлинбург
- Филип I (1527 – 1597), женен I. 1551 г. за Амалия фон Цвайбрюкен-Лихтенберг (1537 – 1577), II. 1578 г. за Амалия фон Даун-Фалкенщайн-Райполдскирхен (1547 – 1608)
- Райнхард (1529 – 1529)
- Райнхард II (1530 – 1584), женен 1561 г. за Отилия фон Мандершайд-Бланкенхайм-Кайл (1536 – 1597)
- Куно (* 1532), каноник в Кьолн
- Георг I (1533; † 9 април 1586), женен на 24 май 1570 г. за графиня Маргарета фон Изенбург-Бирщайн (1542 – 1613)
- Анна (1535 – 1590), омъжена 1561 г. за граф Дитрих I фон Мандершайд-Кайл († 1577)
- Мария (1536 –	1597), омъжена 1555 г. за граф Кристоф фон Байхлинген († 1557)
- Хайнрих (1537 – 1557), каноник в Страсбург
- Елизабет (1547 – 1595)